# Finnische U23-Unihockeynationalmannschaft
Die finnische U23-Unihockeynationalmannschaft ist die Auswahl finnischer Unihockeyspieler der Altersklasse U-23. Sie repräsentiert Suomen Salibandyliitto auf internationaler Ebene, beispielsweise in Freundschaftsspielen gegen die Auswahlmannschaften anderer nationaler Verbände.

## Geschichte
Im Zuge der rasanten Entwicklung des internationalen Unihockey entschied sich Suomen Salibandyliitto eine U23-Mannschaft einzuführen, welche die Lücke zwischen dem U19- und A-Nationalteam schließen soll. Damit soll erreicht werden, dass ein breiterer Stamm an international konkurrenzfähigen Spielern für die Herren-Nationalmannschaft zur Verfügung steht. Gleiches tat auch der Schweizer Unihockeyverband swiss unihockey.